# The Hush Sound
I The Hush Songs sono un gruppo musicale statunitense. 
Secondo i redattori di Rolling Stone hanno creato un rispettabile pop decorativo, perfetto per accompagnare queste lunghe lunghe notti.

## Componenti
- Bob Morris (voce, chitarra)
- Mike Leblanc (basso, voce)
- Darren Wilson (percussioni, voce)
- Greta Salpeter (voce, piano)
- Chris Faller (basso), fino al 2008 e dal 2012

## Discografia
- So Sudden, 2005, Decaydance/Fueled by Ramen
- Like Vines, 2006, Decaydance/Fueled by Ramen
- Goodbye Blues, 2008, Decaydance/Fueled by Ramen